# Corps intermédiaires
Les corps intermédiaires, héritiers des corps de l'Ancien Régime, sont des groupes sociaux, situés à un niveau intermédiaire entre l’individu et l’État, indépendants et autonomes, constitués naturellement ou par accord délibéré en vue d’atteindre un objectif collectif. ; par exemple : partis politiques, entreprises et syndicats, divisions administratives du territoire, chambres de commerce et d'industrie, associations loi de 1901, voire groupes de pression, etc.

## Présentation
Pour qualifier les corps intermédiaires, on peut reprendre une formule de Pierre Rosanvallon et parler d'« institutions de l'interaction » .
Le professeur de science politique Yves Mény regroupe les corps intermédiaires en trois catégories :
- les organisations politico-sociales : partis politiques, syndicats, patronat, etc.
- les organisations professionnelles sectorielles : chambres de commerce, chambres d'agriculture, ordre des avocats, Conseil supérieur du notariat, etc.
- les associations loi de 1901

Les journalistes, qui servent d'intermédiaire entre la société civile et le pouvoir politique, peuvent également être considérés comme un groupe intermédiaire.
Montesquieu englobe même dans cette définition les ordres, comme la noblesse et le clergé, et les collectivités territoriales.

## Histoire
L'un des principaux traits de la culture révolutionnaire française a été le rejet des corps intermédiaires. La loi Le Chapelier (14 juin 1791) a supprimé les corporations, car elles risquaient d'introduire un intérêt intermédiaire entre celui de l'individu et celui de l'État. C'est ce qui a fait dire à l'auteur de la loi à l'été 1791 :

« Il n’y a plus de corporation dans l’État ; il n’y a plus que l’intérêt particulier de chaque individu et l’intérêt général. Il n’est permis à personne d’inspirer aux citoyens un intérêt intermédiaire, de les séparer de la chose publique par un esprit de corporation. »

La Révolution a procédé non seulement du rejet de la société d’ordre mais aussi du rejet de la société de corps, introduisant un face-à-face de l’individu et de l’État.
La loi Le Chapelier a été abrogée par le vote de la loi Waldeck-Rousseau (21 mars 1884), qui a autorisé les syndicats.

## Aujourd'hui
Le mouvement fédéraliste La Fédération cherche à promouvoir les corps intermédiaires afin d'appliquer le principe de subsidiarité de façon horizontale, par la répartition des fonctions entre les corps intermédiaires de la société : institutions politiques, entreprises, syndicats, familles, associations, Églises, etc.